# Myron Samuel
Myron Samuel (ur. 19 grudnia 1992) – piłkarz z Saint Vincent i Grenadyn występujący na pozycji napastnika, obecnie zawodnik Avenues United.

## Kariera klubowa
Samuel, kuzyn Shandela, również piłkarza, rozpoczynał swoją karierę w drużynie System 3 FC. Szybko wywalczył sobie miejsce w wyjściowej jedenastce i w pierwszym zespole występował przez dwa lata, po czym odszedł do klubu Avenues United FC. Już w swoim premierowym sezonie w nowej ekipie, 2009/2010, zdobył z nią mistrzostwo Saint Vincent i Grenadyn.

## Kariera reprezentacyjna
W 2011 roku Samuel znalazł się w składzie na eliminacje do Młodzieżowych Mistrzostw Ameryki Północnej. Wystąpił wówczas w dwóch spotkaniach, odpadając ze swoją drużyną już w pierwszej rundzie i nie dostając się na kontynentalny czempionat. W tym samym roku został powołany na turniej kwalifikacyjny do Igrzysk Olimpijskich w Londynie, gdzie rozegrał wszystkie trzy mecze, natomiast jego zespół narodowy ponownie odpadł w rundzie przedwstępnej i nie zdołał awansować na olimpiadę.
W seniorskiej reprezentacji Saint Vincent i Grenadyn Samuel zadebiutował jako piętnastolatek, 15 września 2008 w przegranym 0:3 spotkaniu z Martyniką w ramach Pucharu Karaibów. Dwa dni później, w wygranej 3:1 konfrontacji z Anguillą w tych samych rozgrywkach, strzelił pierwszą bramkę w kadrze narodowej. Wziął udział w eliminacjach do Mistrzostw Świata 2014, podczas których wpisywał się na listę strzelców w obydwóch spotkaniach z Grenadą, zakończonych odpowiednio wynikami 2:1 i 1:1, jednak jego drużyna nie zdołała się zakwalifikować na mundial.